# ارکیده دنباله‌دار
آنگراکوم بورنیوم (انگلیسی: Angraecum eburneum) گونه ای از ثعلبیان است. نام رایج آنها «ارکیده دنباله دار» است. آنها معمولاً به ارتفاع ۲ متر می‌رسند و در هر بوته ۱۰ تا ۱۵ گل می‌رویند. آنها بومی ماداگاسکار، اتحاد قمر، سیشل، رئونیون، موریس، کنیا و تانزانیا هستند.